# New Stars F. C.
El New Stars F. C. es un equipo de fútbol de Palaos que juega en la Liga de fútbol de Palaos y que hasta el 14 de octubre de 2012 se llamó BIIB Strykers
2 Jugadores del club son miembros de la directiva de la Asociación de Fútbol de Palaos.